# Волейбол на літніх Олімпійських іграх 2020
Волейбольний турнір на Олімпійських іграх 2020 року в Токіо пройшов у чотирьох номінаціях: чоловічий та жіночий волейбол, а також чоловічий та жіночий пляжний волейбол. Змагання відбувалися з 24 липня по 8 серпня.

## Розклад змагань
|                  | 24.07    | 25.07    | 26.07    | 27.07    | 28.07    | 29.07    | 30.07    | 31.07    | 1.08     | 2.08     | 3.08     | 4.08     | 5.08     | 6.08     | 7.08     | 8.08     |          |          |          |
| Волейбол         | Волейбол | Волейбол | Волейбол | Волейбол | Волейбол | Волейбол | Волейбол | Волейбол | Волейбол | Волейбол | Волейбол | Волейбол | Волейбол | Волейбол | Волейбол | Волейбол | Волейбол | Волейбол | Волейбол |
| ---------------- | -------- | -------- | -------- | -------- | -------- | -------- | -------- | -------- | -------- | -------- | -------- | -------- | -------- | -------- | -------- | -------- | -------- | -------- | -------- |
| Чоловіки         |          |          |          |          |          |          |          |          |          |          | 1/4      |          | 1/2      |          | Фінал    |          |          |          |          |
| Жінки            |          |          |          |          |          |          |          |          |          |          |          | 1/4      |          | 1/2      |          | Фінал    |          |          |          |
| Пляжний волейбол |          |          |          |          |          |          |          |          |          |          |          |          |          |          |          |          |          |          |          |
| Чоловіки         |          |          |          |          |          |          |          |          | 1/8      | 1/8      |          | 1/4      | 1/2      |          | Фінал    |          |          |          |          |
| Жінки            |          |          |          |          |          |          |          |          | 1/8      | 1/8      | 1/4      |          | 1/2      | Фінал    |          |          |          |          |          |

|  | Груповий раунд |  | 1/8 фіналу |  | 1/4 фіналу |  | 1/2 фіналу |  | Матч за третє місце та фінал |

## Кваліфікація

### Чоловічий турнір
| Турнір                           | Турнір                        | Дата             | Місце(я)        | Квота | Кваліфікувались |
| -------------------------------- | ----------------------------- | ---------------- | --------------- | ----- | --------------- |
| Країна-господар                  | Країна-господар               | 7 вересня 2013   | Буенос-Айрес    | 1     | Японія          |
| Інтерконтинентальна кваліфікація | Група A                       | 9–11 серпня 2019 | Варна           | 1     | Бразилія        |
| Інтерконтинентальна кваліфікація | Група B                       | 9–11 серпня 2019 | Роттердам       | 1     | США             |
| Інтерконтинентальна кваліфікація | Група C                       | 9–11 серпня 2019 | Барі            | 1     | Італія          |
| Інтерконтинентальна кваліфікація | Група D                       | 9–11 серпня 2019 | Гданськ–Сопот   | 1     | Польща          |
| Інтерконтинентальна кваліфікація | Група E                       | 9–11 серпня 2019 | Санкт-Петербург | 1     | ОКР             |
| Інтерконтинентальна кваліфікація | Група F                       | 9–11 серпня 2019 | Нінбо           | 1     | Аргентина       |
| Європа кваліфікація              | Європа кваліфікація           | 5–10 січня 2020  | Берлін          | 1     | Франція         |
| Азія кваліфікація                | Азія кваліфікація             | 7–12 січня 2020  | Цзянмень        | 1     | Іран            |
| Африка кваліфікація              | Африка кваліфікація           | 7–11 січня 2020  | Каїр            | 1     | Туніс           |
| Південна Америка кваліфікація    | Південна Америка кваліфікація | 10–12 січня 2020 | Мостасаль       | 1     | Венесуела       |
| Північна Америка кваліфікація    | Північна Америка кваліфікація | 10–12 січня 2020 | Ванкувер        | 1     | Канада          |
| Разом                            | Разом                         | Разом            | Разом           | 12    |                 |

### Жіночий турнір
| Турнір                                       | Турнір                                       | Дата             | Місце(я)        | Квота | Кваліфікувались          |
| -------------------------------------------- | -------------------------------------------- | ---------------- | --------------- | ----- | ------------------------ |
| Країна-господарка                            | Країна-господарка                            | 7 вересня 2013   | Буенос-Айрес    | 1     | Японія                   |
| Інтерконтинентальний кваліфікаційний турнір  | Група A                                      | 1–4 серпня 2019  | Вроцлав         | 1     | Сербія                   |
| Інтерконтинентальний кваліфікаційний турнір  | Група B                                      | 1–4 серпня 2019  | Нінбо           | 1     | КНР                      |
| Інтерконтинентальний кваліфікаційний турнір  | Група C                                      | 1–4 серпня 2019  | Божер-Сіті      | 1     | США                      |
| Інтерконтинентальний кваліфікаційний турнір  | Група D                                      | 1–4 серпня 2019  | Уберландія      | 1     | Бразилія                 |
| Інтерконтинентальний кваліфікаційний турнір  | Група E                                      | 1–4 серпня 2019  | Калінінград     | 1     | ОКР                      |
| Інтерконтинентальний кваліфікаційний турнір  | Група F                                      | 1–4 серпня 2019  | Катанія         | 1     | Італія                   |
| Африканський кваліфікаційний турнір          | Африканський кваліфікаційний турнір          | 5–9 січня 2020   | Яунде           | 1     | Кенія                    |
| Південноамериканський кваліфікаційний турнір | Південноамериканський кваліфікаційний турнір | 7–9 січня 2020   | Богота          | 1     | Аргентина                |
| Азійський кваліфікаційний турнір             | Азійський кваліфікаційний турнір             | 7–12 січня 2020  | Накхонратчасіма | 1     | Південна Корея           |
| Європейський кваліфікаційний турнір          | Європейський кваліфікаційний турнір          | 7–12 січня 2020  | Апелдорн        | 1     | Туреччина                |
| північноамериканський кваліфікаційний турнір | північноамериканський кваліфікаційний турнір | 10–12 січня 2020 | Санто-Домінго   | 1     | Домініканська Республіка |
| Разом                                        | Разом                                        | Разом            | Разом           | 12    |                          |

### Чоловічий пляжний волейбол
| Турнір                                         | Дата                     | Місце(я)     | Квота | Кваліфікувались            |
| ---------------------------------------------- | ------------------------ | ------------ | ----- | -------------------------- |
| Країна-господар                                | 7 вересня 2013           | Буенос-Айрес | 1     | Японія                     |
| Чемпіон світу 2019                             | 28 червня – 7 липня 2019 | Гамбург      | 1     | Олімпійський комітет Росії |
| Кваліфікаційний турнір 2019                    | 18–22 вересня 2019       | Хайянь       | 2     | Італія                     |
| Кваліфікаційний турнір 2019                    | 18–22 вересня 2019       | Хайянь       | 2     | Латвія                     |
| Олімпійський рейтинг FIVB з пляжного волейболу | 13 червня 2021           | Лозанна      | 15    | Норвегія                   |
| Олімпійський рейтинг FIVB з пляжного волейболу | 13 червня 2021           | Лозанна      | 15    | Катар                      |
| Олімпійський рейтинг FIVB з пляжного волейболу | 13 червня 2021           | Лозанна      | 15    | Бразилія                   |
| Олімпійський рейтинг FIVB з пляжного волейболу | 13 червня 2021           | Лозанна      | 15    | Польща                     |
| Олімпійський рейтинг FIVB з пляжного волейболу | 13 червня 2021           | Лозанна      | 15    | Нідерланди                 |
| Олімпійський рейтинг FIVB з пляжного волейболу | 13 червня 2021           | Лозанна      | 15    | Бразилія                   |
| Олімпійський рейтинг FIVB з пляжного волейболу | 13 червня 2021           | Лозанна      | 15    | Німеччина                  |
| Олімпійський рейтинг FIVB з пляжного волейболу | 13 червня 2021           | Лозанна      | 15    | Олімпійський комітет Росії |
| Олімпійський рейтинг FIVB з пляжного волейболу | 13 червня 2021           | Лозанна      | 15    | Чехія                      |
| Олімпійський рейтинг FIVB з пляжного волейболу | 13 червня 2021           | Лозанна      | 15    | США                        |
| Олімпійський рейтинг FIVB з пляжного волейболу | 13 червня 2021           | Лозанна      | 15    | США                        |
| Олімпійський рейтинг FIVB з пляжного волейболу | 13 червня 2021           | Лозанна      | 15    | Іспанія                    |
| Олімпійський рейтинг FIVB з пляжного волейболу | 13 червня 2021           | Лозанна      | 15    | Польща                     |
| Олімпійський рейтинг FIVB з пляжного волейболу | 13 червня 2021           | Лозанна      | 15    | Італія                     |
| Олімпійський рейтинг FIVB з пляжного волейболу | 13 червня 2021           | Лозанна      | 15    | Чилі                       |
| Європа 2018–2020                               | 23–26 червня 2021        | Гаага        | 1     | Швейцарія                  |
| Азія 2018–2020                                 | 25–27 червня 2021        | Накхон Патом | 1     | Австралія                  |
| Африка 2018–2020                               | 25–27 червня 2021        | Агадір       | 1     | Марокко                    |
| Північна Америка 2018–2020                     | 25–27 червня 2021        | Коліма       | 1     | Мексика                    |
| Південна Америка 2018–2020                     | 26–27 червня 2021        | Сантьяго     | 1     | Аргентина                  |
| Разом                                          | Разом                    | Разом        | 24    |                            |

### Жіночий пляжний волейбол
| Турнір                                         | Дата                     | Місце(я)     | Квота | Кваліфікувались            |
| ---------------------------------------------- | ------------------------ | ------------ | ----- | -------------------------- |
| Країна-господар                                | 7 вересня 2013           | Буенос-Айрес | 1     | Японія                     |
| Чемпіон світу 2019                             | 28 червня – 7 липня 2019 | Гамбург      | 1     | Канада                     |
| Кваліфікаційний турнір 2019                    | 18–22 вересня 2019       | Хайянь       | 2     | Латвія                     |
| Кваліфікаційний турнір 2019                    | 18–22 вересня 2019       | Хайянь       | 2     | Іспанія                    |
| Олімпійський рейтинг FIVB з пляжного волейболу | 13 червня 2021           | Лозанна      | 15    | США                        |
| Олімпійський рейтинг FIVB з пляжного волейболу | 13 червня 2021           | Лозанна      | 15    | Бразилія                   |
| Олімпійський рейтинг FIVB з пляжного волейболу | 13 червня 2021           | Лозанна      | 15    | Бразилія                   |
| Олімпійський рейтинг FIVB з пляжного волейболу | 13 червня 2021           | Лозанна      | 15    | Австралія                  |
| Олімпійський рейтинг FIVB з пляжного волейболу | 13 червня 2021           | Лозанна      | 15    | США                        |
| Олімпійський рейтинг FIVB з пляжного волейболу | 13 червня 2021           | Лозанна      | 15    | Швейцарія                  |
| Олімпійський рейтинг FIVB з пляжного волейболу | 13 червня 2021           | Лозанна      | 15    | Олімпійський комітет Росії |
| Олімпійський рейтинг FIVB з пляжного волейболу | 13 червня 2021           | Лозанна      | 15    | Канада                     |
| Олімпійський рейтинг FIVB з пляжного волейболу | 13 червня 2021           | Лозанна      | 15    | Швейцарія                  |
| Олімпійський рейтинг FIVB з пляжного волейболу | 13 червня 2021           | Лозанна      | 15    | Нідерланди                 |
| Олімпійський рейтинг FIVB з пляжного волейболу | 13 червня 2021           | Лозанна      | 15    | Китай                      |
| Олімпійський рейтинг FIVB з пляжного волейболу | 13 червня 2021           | Лозанна      | 15    | Чехія                      |
| Олімпійський рейтинг FIVB з пляжного волейболу | 13 червня 2021           | Лозанна      | 15    | Німеччина                  |
| Олімпійський рейтинг FIVB з пляжного волейболу | 13 червня 2021           | Лозанна      | 15    | Німеччина                  |
| Олімпійський рейтинг FIVB з пляжного волейболу | 13 червня 2021           | Лозанна      | 15    | Італія                     |
| Європа 2018–2020                               | 23–26 червня 2021        | Гаага        | 1     | Нідерланди                 |
| Азія 2018–2020                                 | 25–27 червня 2021        | Накхон Патом | 1     | Китай                      |
| Африка 2018–2020                               | 25–27 червня 2021        | Агадір       | 1     | Кенія                      |
| Північна Америка 2018–2020                     | 25–27 червня 2021        | Коліма       | 1     | Куба                       |
| Південна Америка 2018–2020                     | 26–27 червня 2021        | Асунсьйон    | 1     | Аргентина                  |
| Разом                                          | Разом                    | Разом        | 24    |                            |

## Медалі

### Загальний залік
| Місце  | Країна    | Золото | Срібло | Бронза | Загалом |
| ------ | --------- | ------ | ------ | ------ | ------- |
| 1      | США       | 2      | 0      | 0      | 2       |
| 2      | Норвегія  | 1      | 0      | 0      | 1       |
| 2      | Франція   | 1      | 0      | 0      | 1       |
| 4      | ОКР       | 0      | 2      | 0      | 2       |
| 5      | Австралія | 0      | 1      | 0      | 1       |
| 5      | Бразилія  | 0      | 1      | 0      | 1       |
| 7      | Аргентина | 0      | 0      | 1      | 1       |
| 7      | Катар     | 0      | 0      | 1      | 1       |
| 7      | Сербія    | 0      | 0      | 1      | 1       |
| 7      | Швейцарія | 0      | 0      | 1      | 1       |
| Всього | Всього    | 4      | 4      | 4      | 12      |